# Paul Gottron
Paul Gottron foi um ciclista de pista alemão. Participou nos Jogos Olímpicos de Paris 1900, onde foi eliminado nas quartas de final competindo na prova de velocidade.